# Mary (éléphant)
Mary l'éléphante, née en 1894 et morte le 13 septembre 1916 dans le comté d'Unicoi (Tennessee), est une éléphante d'Asie qui appartenait et était exploitée par la compagnie américaine de cirque Sparks World Famous Shows.
Après avoir causé la mort d'un dresseur à Kingsport, elle est exécutée par pendaison à proximité d'Erwin. Sa mort est parfois interprétée comme un récit édifiant sur la maltraitance des animaux dans le monde du cirque au cours de la première moitié du XXe siècle.

## Mort de Red Eldridge
Le 10 septembre 1916, un vagabond nommé Red Eldridge est engagé comme dresseur assistant d'éléphants par le cirque Sparks World Famous Shows. Les employés et le directeur du cirque témoignent que Red Eldridge harcelait sadiquement l'éléphante, l'après-midi du 12 septembre 1916, à Kingsport dans le comté de Sullivan, Tennessee, le dresseur frappe la tête de Mary d'un coup de bâton, qui crie de douleur et envoie valser l'employé avec sa trompe, ce dernier devient fou de rage.
Le soir du même jour, Eldridge mène le défilé des éléphants lors d'un spectacle, bien qu'il ne soit pas qualifié pour cela, à cheval sur le dos de Mary, la star du spectacle et en tête du défilé.
Un moment donné, en réaction aux frappes violentes d'Eldridge, elle entre dans un accès de rage, arrache le dresseur avec sa trompe, le jette contre un stand de boisson et marche sur sa tête, la broyant devant le public,.

## Exécution
La suite des évènements n'est pas exactement connue. Plusieurs sources indiquent que l'éléphante s'est calmée par la suite et n'a pas chargé de spectateurs, qui ont commencé à chanter, « Tuez l'éléphant ! Nous allons le tuer. », « A mort l'éléphant tueur ! » Quelques minutes plus tard, le forgeron local Hench Cox tente de tuer Mary en faisant feu à cinq reprises avec peu d'effet. Pendant ce temps, les maires de plusieurs cités voisines menacent de ne pas autoriser le cirque à s'installer si Mary est présente.
Le patron du cirque, Charlie Sparks, décide à contrecœur que la seule façon de résoudre rapidement la situation potentiellement ruineuse pour lui est de tuer l'éléphante en public. Le jour suivant, le 13 septembre 1916, Mary est transportée par chemin de fer au comté d'Unicoi, au Tennessee, où une foule de plus de 2 500 personnes (ce qui inclut la plupart des enfants de la commune) est assemblée à l'arrêt de la Clinchfield Railroad.
L'éléphante est placée sur un wagon industriel. Liée à une grue par le cou, elle est pendue entre quatre heures et cinq heures du soir. Une première tentative échoue car la chaîne liant l'éléphante à la grue casse, provoquant une chute de Mary qui se fracture une hanche. Cette chute fait fuir de nombreux enfants. Bien que gravement blessée, une nouvelle pendaison est effectuée. L'éléphante est alors enterrée à côté de la voie ferrée. Un vétérinaire examine Mary après la pendaison et détermine qu'elle avait une dent fortement infectée à l'endroit précis où Red Eldridge l'avait touchée. Bien que l'authenticité d'une photo de sa mort largement diffusée (et fortement retouchée) soit contestée plusieurs années plus tard par Argosy magazine, d'autres photos prises lors de la pendaison semblent confirmer sa provenance.
Elle est aussi connue sous le nom de Murderous Mary, soit « Mary la meurtrière ».